# Tędy
Tędy – zbiór wypowiedzi programowych i publicystycznych Tadeusza Peipera wydany w 1930.
Książka zawierała teksty z lat 1922–1929, publikowane głównie w czasopiśmie „Zwrotnica”, prezentujące założenia programowe samego Peipera oraz Awangardy Krakowskiej. Teksty dotyczyły takich kluczowych pojęć poetyki awangardy, jak „miasto, masa, maszyna”, „uścisk z teraźniejszością”, „metafora teraźniejszości”. Tom był podsumowaniem pierwszej fali awangardy w literaturze polskiej, a jednocześnie odniesieniem dla kolejnego pokolenia Drugiej Awangardy.